# Овсяник, Герасим Сергеевич
Герасим Сергеевич Овсяник (1887—1920) — партийный деятель, первый председатель Смоленского губисполкома (1918).

## Биография
Герасим Овсяник родился в 1887 году на территории Стародубского уезда Черниговской губернии. Окончил Саратовское химико-технологическое училище, после чего работал на Урале и в Средней Азии. Член партии большевиков с 1908 года. Участник Первой мировой войны, был ранен, дослужился до чина поручика. Февральскую революцию Овсяник встретил на службе в городе Вязьме Смоленской губернии.
После Февральской революции Овсяник возглавил Вяземский Совет рабочих и солдатских депутатов, а 22 октября 1917 года — Вяземский военно-революционный комитет. Ему удалось распропагандировать гарнизон Вязьмы и добиться полной поддержки большевиков в дни Октябрьской революции.
В конце 1917 года избран в Всероссийское учредительное собрание в Смоленском избирательном округе по списку № 7 (большевики).
С декабря 1917 года Овсяник работал в Смоленске сначала губернским народным комиссаром экономики, затем председателем Смоленского губернского исполкома. Позднее он вернулся в Вязьму и возглавил Вяземский уком РСДРП(б). Участвовал в боях Гражданской войны, был тяжело ранен. Скончался от тифа 25 февраля 1920 года и со всеми почестями был похоронен на Советской площади Вязьмы. Позднее был перезахоронен на Екатерининском кладбище Вязьмы.
В честь Овсяника названа улица в Вязьме.